# Волкова Надія Терентіївна
Наді́я Тере́нтіївна Во́лкова (нар. 24 червня 1920, м. Харків — 27 листопада 1942) — зв'язкова секретаря Харківського обкому комсомолу України Герой Радянського Союзу (8 травня 1965, посмертно).

## Біографія
Надія Волкова народилась 24 червня 1924 року в Харкові. З 1936 року проживала у місті Конотоп Сумської області, де закінчила 10 класів. З початком німецько-радянської війни з сім'єю евакуйована до Інсар (Мордовія). До березня 1942 року працювала медичною сестрою в евакуаційному госпіталі № 1632 в Інсарі. Згодом вступила до Центральної школи організаторів партизанських груп (м. Москва), яку закінчила восени 1942 року. 
У вересні 1942 була призначена зв'язковою секретаря Харківського підпільного обкому комсомолу Щербака Олександра Михайловича. У перших числах жовтня 1942 року члени обкому були закинуті у ворожий тил літаком. При приземленні Щербак зламав ногу та залишився у партизанському загоні. Перебуваючи в тилу ворога, неодноразово виконувала завдання підпілля, ходила в розвідку у Вовчанськ і Шебекіно, а також у села Вовчанського району. 
26 листопада 1942 року німецькі війська почали операцію з оточення та знищення партизанського загону в районі сіл Стариця, Рубіжне. Вранці 27 листопада 1942 року загін був оточений, Олександр Щербак, не маючи можливості пересуватися, залишився прикривати відхід основних сил загону. Волкова добровільно залишилася з ним. У бою з німцями вони загинули. Похована в братській могилі у Вовчанську.

## Звання та увічнення пам'яті
8 травня 1965 року Надії Терентіївні Волковій посмертно присвоєно звання Героя Радянського Союзу.
У Конотопі на будівлі школи, в якій навчалася Надія, встановлено меморіальну дошку. Також її ім'ям названо вулиці у Вовчанську й Конотопі.